# Arnulf (książę Bawarii)
Arnulf (zm. 14 lipca 937) – książę Bawarii od 907, był synem Luitpolda i jego żony Kunegundy.

## Życiorys
W 922 roku za zgodą króla niemieckiego Henryka najechał Czechy w celu narzucenia zwierzchnictwa nowo powstałemu państwu.

## Potomstwo
- Bertold ze Schweinfurtu,
- Leopold I, margrabia Austrii,
- Judyta, żona Henryka I, księcia Bawarii,
- nieznana z imienia córka, żona Burcharda, margrabiego bawarskiej Marchii Wschodniej oraz burgrabiego Ratyzbony.